# Autódromo

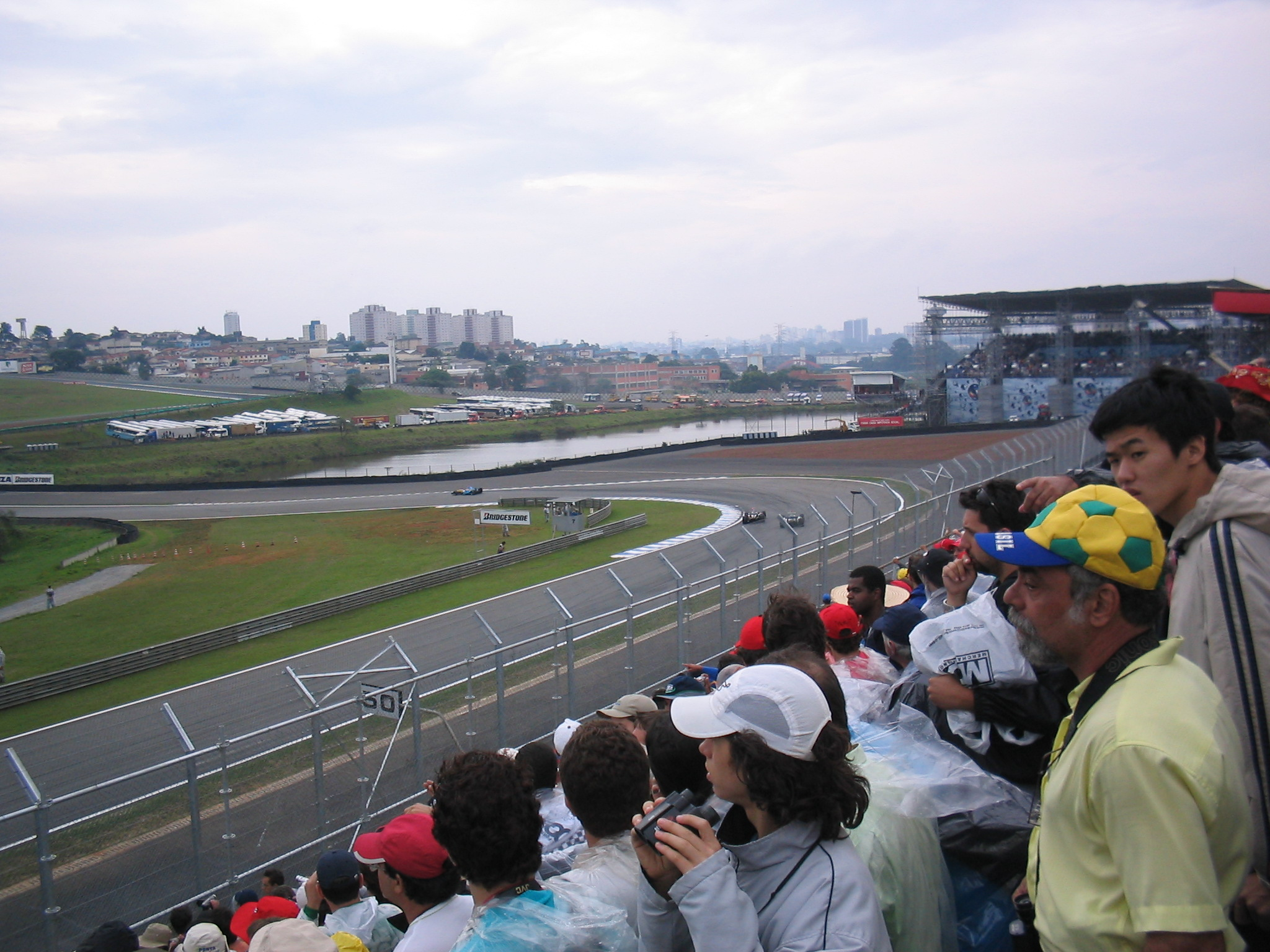
Autódromo José Carlos Pace visto desde una tribuna.

Un autódromo (de auto, abreviación de "automóvil", y dromos, "carrera") es un circuito de carreras pavimentado de materiales como asfalto y hormigón, diseñado específicamente para competiciones de automovilismo y motociclismo. Se distinguen de los circuitos semipermanentes, que se utilizan para competencias durante un período limitado, como es el caso de circuitos ubicados en calles o carreteras públicas y en aeropuertos. Las competencias de automovilismo de velocidad y motociclismo de velocidad utilizan en su mayoría autódromos. 
Al estar hechos "a medida", las zonas de escape son más amplias y la pista suele ser menos angosta y rugosa que en circuitos semipermanentes, lo cual implica una mayor seguridad en caso de accidentes. Otra ventaja con respecto a otros tipos de circuitos son las instalaciones para el público, que incluyen servicios higiénicos y médicos, tribunas y estacionamientos, y en algunos casos también hoteles y restaurantes.
A lo largo de la década de 2000, la Fórmula 1 ha ido incorporando cada vez más circuitos temporales en detrimento de los autódromos. En la temporada 2010 no se celebraron en autódromos los grandes premios de Australia, Corea del Sur, Mónaco, Canadá, Bélgica, Singapur ni Europa.